# Wilhelmina den Turk

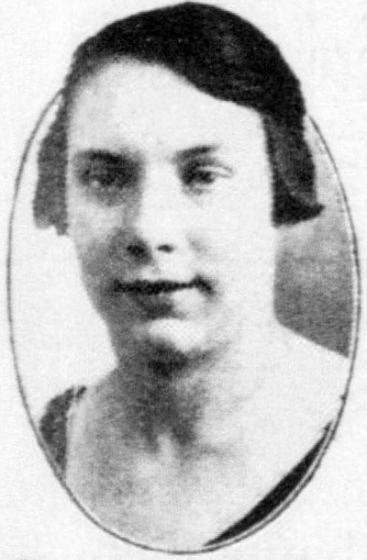
Willy den Turk

Wilhelmina den Turk, nach Heirat Wilhelmina Lagerman (* 3. April 1908 in Rotterdam; † 18. Juni 1937 ebenda), war eine niederländische Schwimmerin. Sie gewann 1927 je eine Gold- und Silbermedaille bei Europameisterschaften.

## Sportliche Karriere
Wilhelmina den Turk schwamm für den Rotterdam Dames Zwemclub. Sie war von 1925 bis 1927 dreimal niederländische Meisterin über 100 Meter Rücken. Im Juli 1927 stellte sie in Rotterdam mit 1:22,0 Minuten einen Weltrekord über 100 Meter Rücken auf, der ein Jahr später im Vorlauf der Olympischen Spiele von ihrer Landsfrau Marie Braun unterboten wurde.
Im Sommer 1927 fanden die Europameisterschaften in Bologna statt, bei denen erstmals auch Frauenwettbewerbe auf dem Programm standen. Die Niederländerinnen gewannen drei von vier Einzelentscheidungen. Über 100 Meter Rücken siegte Wilhelmina den Turk mit 1,6 Sekunden Vorsprung vor Marie Braun. In der 4-mal-100-Meter-Freistilstaffel siegten die Britinnen vor der niederländischen Staffel mit Truus Klapwijk, Wilhelmina den Turk, Marie Braun und Marie Vierdag.
1928 stand Wilhelmina den Turk im Aufgebot für die Olympischen Spiele in Amsterdam. Nach einer Krankheit musste sie ihre Teilnahme aus medizinischen Gründen absagen. Marie Braun gewann die olympische Goldmedaille.
1930 heiratete Wilhelmina den Turk einen Herrn Lagerman. Sie starb nach kurzer Krankheit im Alter von 29 Jahren.